# 广东电视塔
广东电视塔，也稱越秀山电视塔、广东电视发射塔，位于广州越秀公园越秀山北峰，建于1959年，1966年5月1日正式投入使用，是中国第一座钢结构自立式多功能电视发射塔。塔高200米，海拔246.5米，占地面积为0.81万平方米，总投资380万元，在1970年代曾为全国第一高塔，也是广州的地标式建筑。电视塔曾有平台供游客登塔观光。塔身“国窖1573”广告曾为中国最大的户外霓虹灯广告，此广告已于2009年10月拆除。
目前，广东广播电视台的电视频道由此塔对广东及香港、澳门、广西东部等地发射地面电视信号。广州广播电视台也曾使用此塔向广州地区发射信号，但1990年位于本电视塔对面、广州电视台旁的广州电视塔建成使用后不再使用。然而在广州台34频模拟信号停播之后，该台把其所属广州综合频道传输到广东电视塔与广东电视台体育、珠江、新闻和经济科教4台共用频率（474MHz，DS-13）发射，为广东电视塔时隔多年再次发射广州台节目。

## 历史
1959年，当时的广东电台计划筹备开办电视。筹备初期，电台在越秀山中山纪念碑顶架设临时发射天线，以2频道（57.75MHz）广播广州电视台黑白电视节目。随着电视技术日趋成熟，为扩大覆盖面，广州电视台（现广东电视台）决定兴建永久性的电视塔。电视台先后计划在白云山、愛羣大酒店等地兴建电视发射台，惟被多方部门机构反对而作罢。经过多方协商，广州市政府最后同意电视台在越秀山兴建广播电视发射塔，但是为确保航空安全，电视塔需要在越秀山范围内挪动位置。最后，广州电视台选择在越秀山北麓的一座小山（即盘龙岗）设点兴建新的电视塔。
广东省广播事业管理局委托北京建筑工程部建筑机械金属结构研究设计院设计电视塔，1959年6月设计完毕后交由中央广播事业局双桥广播设备制造厂负责制造，并由广州中南化肥公司、中央广播事业局天线队架设安装。塔上设有工作台5个，总面积226平方米。1971年7月，在50.6米平台处筹建广东调频发射台，1972年5月1日起分别以FM95.6和97.6MHz试播广东电台一台和二台节目。电视塔50.6米、98.4米处设有2个游览平台，98米高处平台为“云霄阁”，面积170平方米，装有20倍数的游客望远镜。50.6米高处平台为“星河座”，面积为420平方米，厅内设140多个座位，上下四壁装有繁星似的灯饰。游览平台作为广东电视塔文化游乐中心，于1986年2月4日对外营业，时任中共广东省委书记任仲夷曾到此视察并题词“站得高，看得远”。2000年，由于莫斯科奥斯坦金诺电视塔发生大火，为避免意外发生，广东电视塔取消了观光功能。

## 发射频道
| 频率     | 节目                             |
| -------- | -------------------------------- |
| FM 88.5  | 中国国际广播电台劲曲调频         |
| FM 89.3  | 中央人民广播电台中国之声         |
| FM 91.4  | 广东人民广播电台新闻广播         |
| FM 93.6  | 广东人民广播电台南方生活广播     |
| FM 95.3  | 广东人民广播电台股市广播         |
| FM 97.4  | 广东广播电视台珠江经济台         |
| FM 98.0  | 中央广播电视总台粤港澳大湾区之声 |
| FM 99.3  | 广东广播电视台音乐之声           |
| FM 103.6 | 广东广播电视台城市之声           |
| FM 105.2 | 广东广播电视台羊城交通台         |
| FM 107.7 | 广东广播电视台文体广播           |

| 频率       | 发射频道                                                    | 功率（kW） |
| ---------- | ----------------------------------------------------------- | ---------- |
| 474.000MHz | 广东移动 广东珠江 广东新闻 广东经济科教 大湾区卫视 广州综合 | 1          |
| 506.000MHz | 广东体育高清 广东少儿高清 广东卫视高清 广东影视高清         | 1          |
| 522.000MHz | CCTV-17 CCTV-9 CCTV-11 CGTN                                 | 1          |

## 邻近交通
- 公交站：电视塔站
- 广州地铁：二号线越秀公园站（越秀公园正门方向）；广州火车站（越秀公园北门方向）；五号线小北站（越秀公园東门方向）